# Zwitserland op het Eurovisiesongfestival 2025
Zwitserland neemt voor de 64ste keer deel aan het Eurovisiesongfestival. De kandidaat werd zoals al enkele jaren wordt gedaan intern gekozen. 

## Selectieprocedure

### Interne selectie
De SRG SSR opende tussen 8 en 22 augustus 2024 een open form voor geïnteresseerde songwriters en artiesten. Er waren 431 inzendingen. Deze worden bekeken door een expert panel dat zowel uit Zwitserse experten als internationale experten bestaat. Op 5 maart bracht de Zwitserse omroep SRF de artiest voor het Eurovisie Songfestival 2025 naar buiten. De 24-jarige Zoë Më zal Zwitserland vertegenwoordigen op het Eurovisie Songfestival 2025. Het nummer dat Zoë Më op het Eurovisiepodium zal zingen werd op 10 maart uitgebracht, de Franse ballade getiteld Zoë Më.

## In Bazel
Na de overwinning van Nemo mag de Zwitserse kandidaat meteen aantreden in de grote finale op 17 mei 2025 in Bazel. Door een loting is bepaald dat Zoë Më als negentiende zal aantreden met het nummer Voyage. 
Zwitserland werd uiteindelijk 10de met 214 punten. Opvallend was dat alle punten die Zwitserland kreeg afkomstig was van de jury's. Zoë Me kreeg 0 televoting punten.
1956 · 1957 · 1958 · 1959 · 1960 · 1961 · 1962 · 1963 · 1964 · 1965 · 1966 · 1967 · 1968 · 1969 · 1970 · 1971 · 1972 · 1973 · 1974 · 1975 · 1976 · 1977 · 1978 · 1979 · 1980 · 1981 · 1982 · 1983 · 1984 · 1985 · 1986 · 1987 · 1988 · 1989 · 1990 · 1991 · 1992 · 1993 · 1994 · 1995 · 1996 · 1997 · 1998 · 1999 · 2000 · 2001 · 2002 · 2003 · 2004 · 2005 · 2006 · 2007 · 2008 · 2009 · 2010 · 2011 · 2012 · 2013 · 2014 · 2015 · 2016 · 2017 · 2018 · 2019 · 2020 · 2021 · 2022 · 2023 · 2024 · 2025
Albanië · Armenië · Australië · Azerbeidzjan · België · Cyprus · Denemarken · Duitsland · Estland · Finland · Frankrijk · Georgië · Griekenland · Ierland · IJsland · Israël · Italië · Kroatië · Letland · Litouwen · Luxemburg · Malta · Montenegro · Nederland · Noorwegen · Oekraïne · Oostenrijk · Polen · Portugal · San Marino · Servië · Slovenië · Spanje · Tsjechië · Verenigd Koninkrijk · Zweden · Zwitserland